# Harry Bateman
Harry Bateman (Manchester, 29 maggio 1882 – Pasadena, 21 gennaio 1946) è stato un matematico inglese.

## Biografia
Ha studiato al Trinity College dell'Università di Cambridge. Si è laureato nel 1906 ed è divenuto lecturer (professore associato) all'Università di Liverpool. Nel 1910, è divenuto lecturer al Bryn Mawr College. Dal 1912 al 1915, fu borsista all'Università Johns Hopkins a Baltimora negli Stati Uniti d'America. Dal 1915 al 1917, fu lecturer alla Johns Hopkins. 
Nel 1917 è divenuto professore di matematica, fisica teorica e aerodinamica al Throop Polytechnic Institute di Pasadena.
Bateman lavorava sulla fisica matematica, specialmente sull'elettrodinamica, l'idrodinamica e sulle funzioni speciali. 
Alla sua morte - avvenuta all'età di 63 anni - Bateman lasciava un manoscritto incompleto sulle funzioni speciali e le trasformate integrali. Il manoscritto, chiamato Bateman manuscript project, fu pubblicato a cura di Arthur Erdélyi, Fritz Oberhettinger, Francesco Tricomi e Wilhelm Magnus.

## Opere
- The quartic curve and its inscribed configurations (Baltimore, 1914)
- The mathematical analysis of electrical and optical wave-motion on the basis of Maxwells equations (Cambridge, University Press, 1915)
- Partial Differential Equations Of Mathematical Physics (NY, Dover, 1944)